# Pseudobathyalozoon profundum
Pseudobathyalozoon profundum är en mossdjursart som beskrevs av Jean-Loup d'Hondt 2006. Pseudobathyalozoon profundum ingår i släktet Pseudobathyalozoon, ordningen Ctenostomatida, klassen Gymnolaemata, fylumet mossdjur och riket djur. Inga underarter finns listade i Catalogue of Life.